# جو كارول (مغني)
جو كارول (بالإنجليزية: Joe Carroll)‏ هو مغني أمريكي، ولد في 25 نوفمبر 1919 في فيلادلفيا في الولايات المتحدة، وتوفي في 1 فبراير 1981 في نيويورك في الولايات المتحدة.

## وصلات خارجية
- جو كارول على موقع ميوزك برينز (الإنجليزية)
- جو كارول على موقع أول ميوزيك (الإنجليزية)
- جو كارول على موقع ديسكوغز (الإنجليزية)